# Мамар
Мамар (азерб. Məmər) — село в Губадлинском районе Азербайджана.

## Топонимика
Название происходит от арабского слова мамар, что означает «переправа» или «горный переход».

## География
Село расположено на берегу реки Хакари.

## История
В советские годы село входило в состав Губадлинского района Азербайджанской ССР. В результате Первой карабахской войны в августе 1993 года перешло под контроль непризнанной Нагорно-Карабахской Республики. В ходе 44-дневной Второй карабахской войны (27 сентября - 10 ноября 2020 года) село было освобождено от длительной армянской оккупации Вооружёнными силами Азербайджанской Республики.

## Население
По данным «Свода статистических данных о населении Закавказского края, извлеченных из посемейных списков 1886 года», в селе Мамар Гальского сельского округа Зангезурского уезда Елизаветпольской губернии было 39 дымов и проживало 165 азербайджанцев (в источнике — «татар») шиитского вероисповедания. Всё население являлось владельческими крестьянами.

## Достопримечательности
- Мечеть Мамар — мечеть XVIII века, считается «архитектурным памятником местного значения» в Азербайджане.